# Wang Yuegu
Pour les articles homonymes, voir Wang (patronyme).
Dans ce nom singapourien, le nom de famille, Wang, précède le nom personnel Yuegu.
Wang Yuegu est une joueuse de tennis de table singapourienne née le 10 juin 1980 à Anshan (Chine).
Son palmarès contient notamment deux médailles olympiques par équipes, l'une en argent en 2008 à Pékin et l'autre en bronze en 2012 à Londres. Elle remporte aux championnats du monde la médaille d'or par équipes en 2010, la médaille d'argent par équipes en 2008 et 2012 et la médaille de bronze en double féminin en 2007.